# Ah-Kim-Pech
Ah-Kim-Pech är en ort i Mexiko.   Den ligger i kommunen Champotón och delstaten Campeche, i den östra delen av landet, 900 km öster om huvudstaden Mexico City. Ah-Kim-Pech ligger 54 meter över havet och antalet invånare är 163.
Terrängen runt Ah-Kim-Pech är platt. Runt Ah-Kim-Pech är det glesbefolkat, med 11 invånare per kvadratkilometer. Närmaste större samhälle är Carlos Salinas de Gortari, 17,2 km norr om Ah-Kim-Pech. I omgivningarna runt Ah-Kim-Pech växer i huvudsak städsegrön lövskog.